# Kirche von Eskelhem

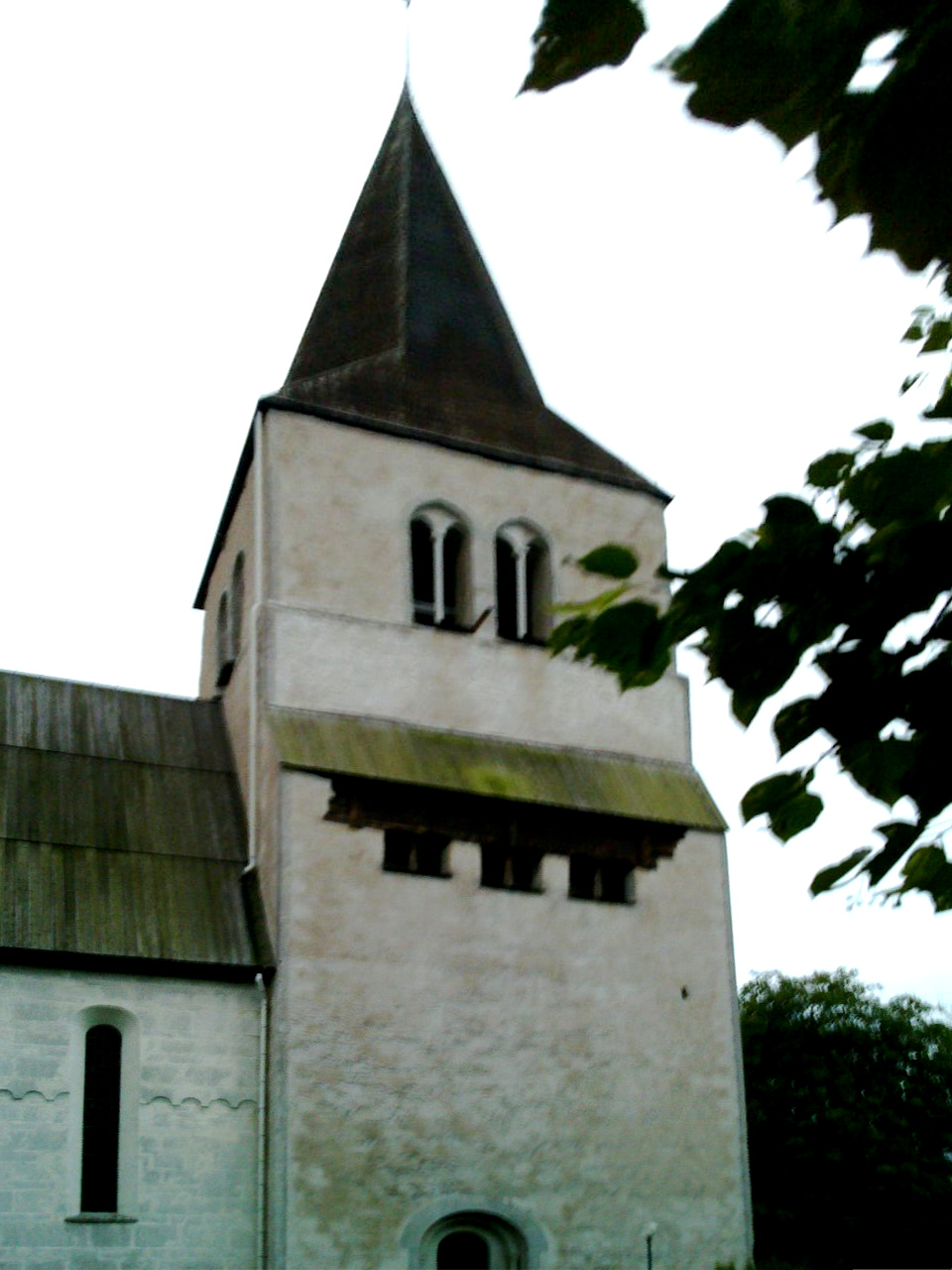
Kirche von Eskelhem

Die Kirche von Eskelhem (schwedisch Eskelhems kyrka) ist eine Landkirche auf der schwedischen Insel Gotland. Sie ist eine der Gemeindekirchen der Kirchengemeinde (schwed. församling) Eskelhem-Tofta und gehört zum Bistum Visby.

## Lage
Die Kirche liegt im Landesinnern 17 km südlich von Visby, 11 km nördlich von Klintehamn und 15 km westlich von Roma.

## Kirchengebäude
An der Stelle der heutigen Kirche aus dem 13. Jahrhundert stand bereits vorher eine Holzkirche, deren Fundamentreste unter dem Boden des Langhauses erhalten geblieben sind. Diese wurden bei der Restaurierung im Jahr 1960 entdeckt.  Dies deutet darauf hin, dass Eskelhem schon in der Frühzeit des Christentums auf Gotland Standort einer Kirche gewesen ist.
Um das Jahr 1200 wurde mit dem Bau der heutigen Kirche begonnen und das Langhaus ist, trotz vieler Umbauten, der älteste Teil der Kirche und stammt überwiegend aus dieser Zeit. Mitte des 13. Jahrhunderts (ca. 1240) wurde die Westmauer des Langhauses abgerissen und der Kirchturm an das Langhaus angefügt. Dieser wies Ähnlichkeit mit dem Turm der St. Nicolaikirche in Visby auf.  Der gotische, gerade abschließende Chor entstand Mitte des 14. Jahrhunderts.
In der zweiten Hälfte des 13. Jahrhunderts entstanden die Kalkmalereien im Gewölbe des Langhauses. Außerdem können noch Reste von Wandmalereien des Passionsmeisters aus dem 15. Jahrhundert an einigen Stellen gefunden werden. Der Taufstein stammt aus der Werkstatt des Byzantios von Ende des 12. Jahrhunderts und das Triumphkreuz aus der Mitte des 13. Jahrhunderts. Ein Grabstein für Halvid auf dem angrenzenden Friedhof trägt das Sterbejahr 1338.

## Name
Der Name Eskelhem ist erstmals in einer mittelalterlichen Runeninschrift als yskilaim belegt. Die Nachsilbe bedeutet Hof oder Wohnplatz, wohingegen die Bedeutung der Vorsilbe unbekannt ist.